# 일본 제국 해군의 부대 목록
아래는 일본 제국 해군의 부대 목록이다.

## 외지기관
- 해군함정본부
- 해군항공본부
- 해군교육본부
- 주만해군부 - 만주국

## 사령부/지휘부
- 해군총대; 1945년
- 해상호위총사령부; 1945년
  - 제1호위함대; 1944년 12월 10일, 제1호위대에서 승격됨. ~ 1945년 8월 25일
- 특설호위함단사령부
  - 제1호위함단사령부; 1944년 4월 8일 ~ 5월 24일
  - 제2호위함단사령부; 1944년 4월 8일 ~ 8일 4일
  - 제3호위함단사령부; 1944년 4월 8일 ~ 6월 9일
  - 제4호위함단사령부; 1944년 4월 8일 ~ 5월 25일
  - 제5호위함단사령부; 1944년 4월 8일 ~ 1945년 1월 20일
  - 제6호위함단사령부; 1944년 4월 8일 ~ 9월 1121일
  - 제7호위함단사령부; 1944년 4월 8일 ~ 1945년 2월 25일
  - 제8호위함단사령부; 1944년 4월 15일 ~ 1945년 1월 9일
- 진수부
  - 구레 진수부; 1890년 4월 21일 ~ 1945년 11월 30일
  - 마이즈루 진수부; 1901년 10월 1일 ~ 1945년 11월 30일
  - 요코스카 진수부; 1884년 12월 15일 ~ 1945년 11월 30일
  - 사세보 진수부; 1889년 7월 1일 ~ 1945년 11월 30일
- 요항부
  - 다케시키 요항부; 1896년 4월 1일 ~ 1912년 9월 30일, 폐지
- 경비부
  - 다카오 경비부; 1901년 7월 4일 ~ 1946년 4월 30일
  - 뤼순 경비부; 1905년 1월 7일 ~ 1942년 1월 15일
  - 오사카 경비부; 1940년 3월 15일 ~ 1945년 11월 30일, 폐지; 1945년 12월 1일, 제2복원성 오사카 지방복원국
  - 오미나토 경비부; 1902년 7월 24일 ~ 1945년 11월 30일
  - 진해 경비부; 1904년 1월 ~ 1945년 11월 30일

## 전대
- 제1특공전대
- 제2특공전대
- 제3특공전대
- 제4특공전대; 1945년 4월 10일, 제3해상호위대에서 재편성됨 ~ 종전
- 제5특공전대; 1945년 5월 10일, 제4해상호위대에서 재편성됨 ~ 종전
- 제6특공전대
- 제10특공전대
- 제4전대; 1917년 4월 17일, 제3특무함대로 재편성됨.
- 제5전대
- 제7전대; 1917년 12월 ~ 1918년 2월, 견지함대로 재편성됨.
- 제10전대; 1942년 4월 10일 ~ ?
- 제13전대
- 제18전대, 1940년 5월 1일 ~ 1945년 10월 1일
- 제31전대 - 옛 제3수뢰전대; 1944년 8월 20일 ~ 1945년
- 제22전대
- 제51전대
- 제101전대 (호위); 1944년 11월 15일 ~ 1945년 3월 25일
- 제102전대 (호위); 1945년 1월 1일 ~ 종전
- 제103전대 (호위); 1945년 1월 20일 ~ 종전
- 제104전대 (호위); 1945년 4월 10일 ~ 종전
- 제105전대 (호위); 1945년 5월 5일 ~ 종전
- 구레 경비전대; 1933년 12월 11일 ~ 1942년 1월
- 구레 연습전대
- 사세보 경비전대; 1933년 12월 11일 ~ 1942년 1월
- 요코스카 경비전대; 1933년 12월 11일 ~ 1942년 4월

### 수뢰
- 제1수뢰전대; 1914년 8월 18일 ~ 1944년 11월 20일
- 제2수뢰전대; 1941년 12월 20일 ~ 1945년 4월 20일
- 제3수뢰전대; 1941년 12월 20일 ~ 1944년 8월 20일, 제31전대로 개편
- 제4수뢰전대; 1941년 12월 20일 ~ 1943년 7월 20일
- 제5수뢰전대; 1941년 12월 20일 ~ 1942년 3월 10일
- 제6수뢰전대; 1942년 7월 14일, 제2해상호위대로 개편; 1941년 12월 20일 ~ 1944년 7월 18일
- 제11수뢰전대; 1943년 1월 ~ 1945년 7월 15일

### 잠수
- 제1잠수전대;
- 제2잠수전대;
- 제3잠수전대;
- 제7잠수전대;
- 제8잠수전대; 1942년 3월 10일 ~ 1944년 9월 10일
- 제11잠수전대;

### 항공
- 제1항공전대; 1928년 4월 1일 ~ 1945년 4월 20일
- 제2항공전대; 1934년 11월 15일 ~ 1944년 7월 10일
- 제3항공전대; 1936년 6월 1일 ~ 1944년 11월 15일
- 제4항공전대; 1937년 12월 1일 ~ 1945년 3월 1일
- 제5항공전대; 1941년 9월 1일 ~ 1942년 7월 14일
- 제12항공전대;
- 제13항공전대;
- 제21항공전대;
- 제22항공전대;
- 제23항공전대;
- 제24항공전대; 1940년 11월 15일 ~ 1944년 2월 20일
- 제25항공전대; 1942년 4월 1일 ~ 1945년 2월 10일
- 제26항공전대;
- 제27항공전대;
- 제28항공전대;
- 제51항공전대;
- 제53항공전대;
- 제61항공전대;
- 제62항공전대;
- 제72항공전대;

## 대
- 제1경비대;
- 제2경비대;
- 제1해상호위대 (1KEg); 1942년 4월 10일 ~ 12월 10일, 제1호위함대로 승격
- 제2해상호위대 (2KEg); 1942년 4월 10일 ~ 1944년 7월 18일
- 제3해상호위대 (3KEg); 1944년 5월 20일 ~ 1945년 4월 10일, 제4특공전대로 재편성됨.
- 제4해상호위대 (4KEg); 1944년 4월 10일 ~ 1945년 5월 10일, 제5특공전대로 재편성됨.

### 구축
- 제1구축대;
- 제2구축대;
- 제3구축대;
- 제4구축대;
- 제5구축대;
- 제6구축대;
- 제7구축대;
- 제8구축대;
- 제9구축대;
- 제10구축대;
- 제11구축대;
- 제12구축대;
- 제13구축대;
- 제14구축대;
- 제15구축대;
- 제16구축대;
- 제17구축대;
- 제18구축대;
- 제19구축대;
- 제20구축대;
- 제21구축대;
- 제22구축대;
- 제23구축대;
- 제24구축대;
- 제25구축대;
- 제26구축대;
- 제27구축대;
- 제28구축대;
- 제29구축대;
- 제30구축대;
- 제31구축대;
- 제32구축대;
- 제33구축대;
- 제34구축대;
- 제35구축대;
- 제36구축대;
- 제37구축대;
- 제38구축대;
- 제39구축대;
- 제40구축대;
- 제41구축대;
- 제42구축대;
- 제43구축대;
- 제44구축대;
- 제45구축대;
- 제46구축대;
- 제47구축대;
- 제48구축대;
- 제49구축대;

### 잠수
- 제1잠수대;
- 제2잠수대;
- 제3잠수대;
- 제4잠수대;
- 제7잠수대;
- 제8잠수대;
- 제11잠수대;
- 제12잠수대;
- 제14잠수대;
- 제15잠수대;
- 제16잠수대;
- 제20잠수대;
- 제22잠수대;
- 제34잠수대;
- 제51잠수대;

## 육상부대
- 해군육전대
  - 해군특별육전대
    - 제101특별육전대, 구레 진수부
    - 상하이 해군특별육전대
    - 해군공정부대

  - 해군근거지대
    - 제32특별근거지대

  - 해군설상대
  - 경비대
    - 임시 남양군도 경비대
    - 요코스카 해군 경비대, 우에키 분견대
- 해군특별경찰대

## 같이 보기
- 일본 제국 육군
  - 연대 목록
  - 여단 목록
  - 사단 목록
  - 군 목록
  - 항공대 목록
- 일본 제국 해군
  - 항공대 목록
- 육상자위대
  - 활동중인 부대 목록
  - 해체된 부대 목록
  - 기지 목록
- 해상자위대
  - 부대 목록
  - 기지 목록
- 항공자위대
  - 부대 목록
  - 기지 목록